# Hidroelektrarna Ajba
Hidroelektrarna Ajba (kratica HE Ajba) je ena izmed manjših in novejših hidroelektrarn v Sloveniji; leži na reki Soči. Spada pod podjetje Soške elektrarne Nova Gorica. Hidroelektrarna je bila zgrajena z namenom zagotavljanja minimalnega ekološko sprejemljivega pretoka reke Soče v svoji strugi. Ta je zahtevan vsaj 2,5 m³/s. Hidroelektrarna je bila zgrajena leta 2008, za svoje delovanje pa uporablja objekt pregrade Ajba, ki je bila zgrajena leta 1939 kot del projekta HE Plave.
Elektrarna skupaj z elektrarnami HE Plave, HE Plave 2 in črpalno hidroelektrarno Avče izkorišča vodni bazen za pregrado Ajba.